# Avasa
 Ovo je glavno značenje pojma Avasa. Za druga značenja pogledajte Avasa (razdvojba).
Avasa (engleski: Awassa) je grad i woreda u središnjoj Etiopiji, na obalama jezera Avasa u Velikoj rasjednoj dolini. Grad leži u zoni Sidama 270 km južno Adis Abebe, 130 km istočno od Soda, 75 km sjeverno od Dila te 1125 km sjeverno Nairobija, Avasa je glavni grad regije Južnih naroda, narodnosti i etničkih grupa. Preko Avase ide magistralna transafrička prometnica Kairo-Cape Town. Grad leži na nadmorskoj visini od 1708 metara.
Avasa je bio glavni grad bivše Pokrajine Sidamo od 1978. sve dok ta pokrajina nije rasformirana novim ustavom Etiopije 1995. godine.
Grad ima Zračnu luku Avasa (ICAO kod HALA, IATA AWA), koja je otvorena 1988. godine. Najveće znamenitosti grada su crkva sv. Gabrijela i Stadion Kenema. 
Ribarstvo je najznačajnija gospodarska djelatnost.

## Povijest
Nakon demokratizacije Etiopije 1990-ih u Avasu su narasle tenzije, prvenstveno kod naroda Sidama koji čine većinu stanovnika grada i koji žele više prava i sloboda.
Tako je rujnu 1994. uhićeno 194 članova Oslobodilačkog pokreta Sidamo (kratica: SLM1) i zadržano u zatvoru u Avasu. Predsjednik SLM1, Woldeamanuel Dubale, pobjegao je Veliku Britaniju nakon neuspjelog pokušaja atentata na njega 1992.
Neredi i nezadovoljstvo kulminirali su ponovno 24. ožujka 2002., kad su vladine snage sigurnosti otvorile vatru na demonstrante i pritom ubile 38 ljudi. Oni su protestirali protiv vladine odluke da se sjedište uprave za zonu Sidama izmjesti iz Avase, a sam grad dobije status posebne upravne jedinice, poput grada Dire Dawa.

## Stanovništvo
Prema podacima Središnje statističke agencije 
Etiopije za 2005., Avasa je imala ukupno 125.315, od kojih je 63,267 bilo muškaraca te 62,048 žena.

## Školstvo
Grad je sjedište Sveučilišta Avasa, koje je osnovano 1999. spajanjem većeg broja viših škola koje su djelovale u gradu.

## Vanjske poveznice
- Službene stranice grada